# Himmelstürmer
Himmelstürmer (Untertitel:Geburt und Geschichte des Fliegens) ist ein 1941 gedrehter deutscher Dokumentarfilm von Walter Jerven, der die Geschichte der Fliegerei von ihren Anfängen bis zum Zweiten Weltkrieg mit Hilfe historischer Filmaufnahmen darstellt.
Es handelt sich heute um einen Vorbehaltsfilm der Friedrich-Wilhelm-Murnau-Stiftung. Er gehört damit zum Bestand der Stiftung, ist nicht für den Vertrieb freigegeben, und darf nur mit Zustimmung und unter Bedingungen der Stiftung gezeigt werden.

## Handlung
Gezeigt werden Filmausschnitte über die Entwicklung der Luftfahrt von den Brüdern Wright bis zu Aufnahmen von Charles Lindberghs Atlantik-Flug und den Entwicklungen der deutschen Luftwaffe. Schließlich folgt die glorifizierende Darstellung der deutschen „Fliegerhelden“ Boelcke, Immelmann und Richthofen aus dem Ersten Weltkrieg. Folgte man den Darstellungen des Films, so fand die Entwicklung der Luftfahrt in der nationalsozialistischen Luftwaffe ihren Höhepunkt.

## Produktion und Rezeption
Der Film wurde von der Tobis Filmkunst GmbH unter der Herstellungsleitung von Wilhelm Stöppler produziert und verliehen. Die deutsche Erstaufführung fand am 23. September 1941 in München statt.
In der Zeit des Nationalsozialismus wurden dem Film von der Filmprüfstelle die Prädikate „staatspolitisch wertvoll“ und „volksbildend“ zuerkannt. Nach Ende des Zweiten Weltkrieges wurde er wegen der in ihm enthaltenen Kriegspropaganda als Vorbehaltsfilm eingestuft. Seine öffentliche Aufführung ist seitdem nur eingeschränkt möglich. Heute beansprucht die Friedrich-Wilhelm-Murnau-Stiftung die Auswertungsrechte.
Der Film-Kurier schrieb über ihn: „Von diesen fliegerischen Taten, von deren Trägern der Sprecher oft genug verkündet, dass sie ihren Einsatz mit dem Tode besiegelten, blendet der Film über zu den fliegerischen Leistungen unserer heutigen Zeit.“